# Alleringhausen
Alleringhausen ist der nach Einwohnerzahl kleinste Stadtteil von Korbach im nordhessischen Landkreis Waldeck-Frankenberg.

## Geografie
Alleringhausen liegt im nordwestlichen Nordhessen in den Nordost-Ausläufern des Rothaargebirges im Tal der Neerdar. Die Berge, die den auf 390 Metern Höhe gelegenen Ort unmittelbar einrahmen, ragen bis 543 Meter hoch auf.

## Geschichte
Überblick

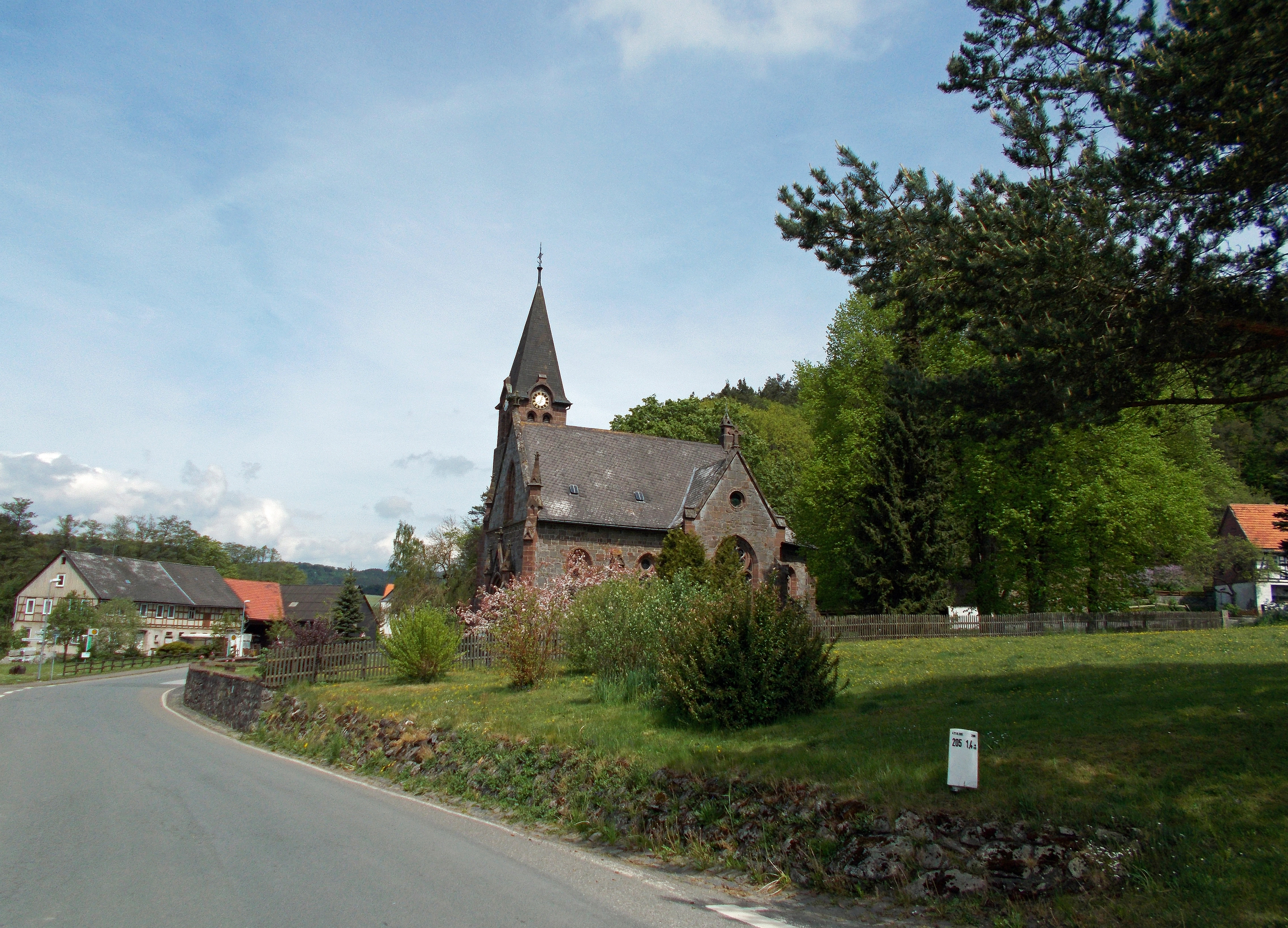
Alleringhausen

Die Ortschaft wurde 1272 erstmals als Alveringhausen urkundlich erwähnt. In den Aufzeichnungen werden zwei Burgen, eine Wasserburg Aulderkusen und eine Höhenburg (vermutlich aus dem 9. Jahrhundert) ca. 1 km nordnordöstlich von Alleringhausen gelegen, erwähnt.
Am 21. Februar 1841 wurde hier Friedrich Ludwig Peter (Louis Peter) geboren, Gründer der Mitteldeutschen Gummiwarenfabrik Louis Peter AG auch Peters Union A.G. Frankfurt/Main Zweigfabrik Corbach, die Corbacher Gummiwerke (1910), die 1929 von der Continental AG übernommen wurden und heute der größte Arbeitgeber der Region sind.  Alleringhausen galt im Jahr 2003 mit 86 Einwohnern als kleinster Ortsteil Korbachs, heute leben 77 Bürger im Ort.
Im Zuge der Gebietsreform in Hessen wurde zum 1. Juli 1970 die bis dahin selbständige Gemeinde Alleringhausen auf freiwilliger Basis in die Kreisstadt Korbach eingegliedert. Die Gemeinde Alleringhausen hatte eine Fläche von 4,59 km².
Für Alleringhausen, wie für alle eingegliederten ehemals eigenständigen Gemeinden von Korbach, wurden Ortsbezirke mit Ortsbeirat und Ortsvorsteher nach der Hessischen Gemeindeordnung gebildet.
Verwaltungsgeschichte
Die folgende Liste zeigt im Überblick die Staaten, in denen Alleringhausen lag, und deren nachgeordnete Verwaltungseinheiten, denen es unterstand:
- vor 1712: Heiliges Römisches Reich, Grafschaft Waldeck, Amt Eisenberg
- ab 1712: Heiliges Römisches Reich, Fürstentum Waldeck, Amt Eisenberg
- ab 1816: Fürstentum Waldeck, Oberamt des Eisenbergs
- ab 1850: Fürstentum Waldeck-Pyrmont (ab 1848), Kreis des Eisenbergs
- ab 1867: Fürstentum Waldeck-Pyrmont (Akzessionsvertrag mit Preußen), Kreis des Eisenbergs
- ab 1871: Deutsches Reich, Fürstentum Waldeck-Pyrmont, Kreis des Eisenbergs
- ab 1871: Deutsches Reich, Fürstentum Waldeck-Pyrmont, Kreis des Eisenbergs
- ab 1919: Deutsches Reich, Freistaat Waldeck, Kreis des Eisenbergs
- ab 1929: Deutsches Reich, Freistaat Preußen, Provinz Hessen-Nassau, Regierungsbezirk Kassel, Kreis des Eisenbergs
- ab 1942: Deutsches Reich, Freistaat Preußen, Provinz Hessen-Nassau, Regierungsbezirk Kassel, Landkreis Waldeck
- ab 1944: Deutsches Reich, Freistaat Preußen, Provinz Kurhessen, Landkreis Waldeck
- ab 1945: Deutsches Reich, Amerikanische Besatzungszone, Groß-Hessen, Regierungsbezirk Kassel, Landkreis Waldeck
- ab 1946: Deutsches Reich, Amerikanische Besatzungszone, Hessen, Regierungsbezirk Kassel, Landkreis Waldeck
- ab 1949: Bundesrepublik Deutschland, Hessen, Regierungsbezirk Kassel, Landkreis Waldeck
- ab 1971: Bundesrepublik Deutschland, Hessen, Regierungsbezirk Kassel, Landkreis Waldeck, Stadt Korbach
- ab 1974: Bundesrepublik Deutschland, Hessen, Regierungsbezirk Kassel, Landkreis Waldeck-Frankenberg, Stadt Korbach

## Einwohnerentwicklung
Quelle: Historisches Ortslexikon
| • 1541: | 6 Häuser                 |
| • 1620: | 12 Häuser                |
| • 1650: | 4 Häuser                 |
| • 1738: | 23 Häuser                |
| • 1770: | 25 Häuser, 161 Einwohner |

| Alleringhausen: Einwohnerzahlen von 1770 bis 2020 | Alleringhausen: Einwohnerzahlen von 1770 bis 2020 | Alleringhausen: Einwohnerzahlen von 1770 bis 2020 | Alleringhausen: Einwohnerzahlen von 1770 bis 2020 | Alleringhausen: Einwohnerzahlen von 1770 bis 2020 |
| --- | ------------------------------------------------- | ------------------------------------------------- | ------------------------------------------------- | ------------------------------------------------- |
| Jahr |                                                   |                                                   |                                                   | Einwohner                                         |
| 1770 | 1770                                              |                                                   | 161                                               | 161                                               |
| 1800 | 1800                                              |                                                   | ?                                                 | ?                                                 |
| 1834 | 1834                                              |                                                   | 211                                               | 211                                               |
| 1840 | 1840                                              |                                                   | 206                                               | 206                                               |
| 1846 | 1846                                              |                                                   | 200                                               | 200                                               |
| 1852 | 1852                                              |                                                   | 183                                               | 183                                               |
| 1858 | 1858                                              |                                                   | 184                                               | 184                                               |
| 1864 | 1864                                              |                                                   | 178                                               | 178                                               |
| 1871 | 1871                                              |                                                   | 172                                               | 172                                               |
| 1875 | 1875                                              |                                                   | 157                                               | 157                                               |
| 1885 | 1885                                              |                                                   | 153                                               | 153                                               |
| 1895 | 1895                                              |                                                   | 150                                               | 150                                               |
| 1905 | 1905                                              |                                                   | 140                                               | 140                                               |
| 1910 | 1910                                              |                                                   | 130                                               | 130                                               |
| 1925 | 1925                                              |                                                   | 155                                               | 155                                               |
| 1939 | 1939                                              |                                                   | 142                                               | 142                                               |
| 1946 | 1946                                              |                                                   | 244                                               | 244                                               |
| 1950 | 1950                                              |                                                   | 227                                               | 227                                               |
| 1956 | 1956                                              |                                                   | 167                                               | 167                                               |
| 1961 | 1961                                              |                                                   | 159                                               | 159                                               |
| 1967 | 1967                                              |                                                   | 135                                               | 135                                               |
| 1971 | 1971                                              |                                                   | 132                                               | 132                                               |
| 1980 | 1980                                              |                                                   | 139                                               | 139                                               |
| 1990 | 1990                                              |                                                   | 111                                               | 111                                               |
| 1995 | 1995                                              |                                                   | 109                                               | 109                                               |
| 2000 | 2000                                              |                                                   | 91                                                | 91                                                |
| 2005 | 2005                                              |                                                   | 99                                                | 99                                                |
| 2010 | 2010                                              |                                                   | 90                                                | 90                                                |
| 2011 | 2011                                              |                                                   | 90                                                | 90                                                |
| 2015 | 2015                                              |                                                   | 72                                                | 72                                                |
| 2020 | 2020                                              |                                                   | 71                                                | 71                                                |
| Datenquelle: Historisches Gemeindeverzeichnis für Hessen: Die Bevölkerung der Gemeinden 1834 bis 1967. Wiesbaden: Hessisches Statistisches Landesamt, 1968. Weitere Quellen: LAGIS; Stadt Korbach; Zensus 2011 |                                                   |                                                   |                                                   |                                                   |

## Religion

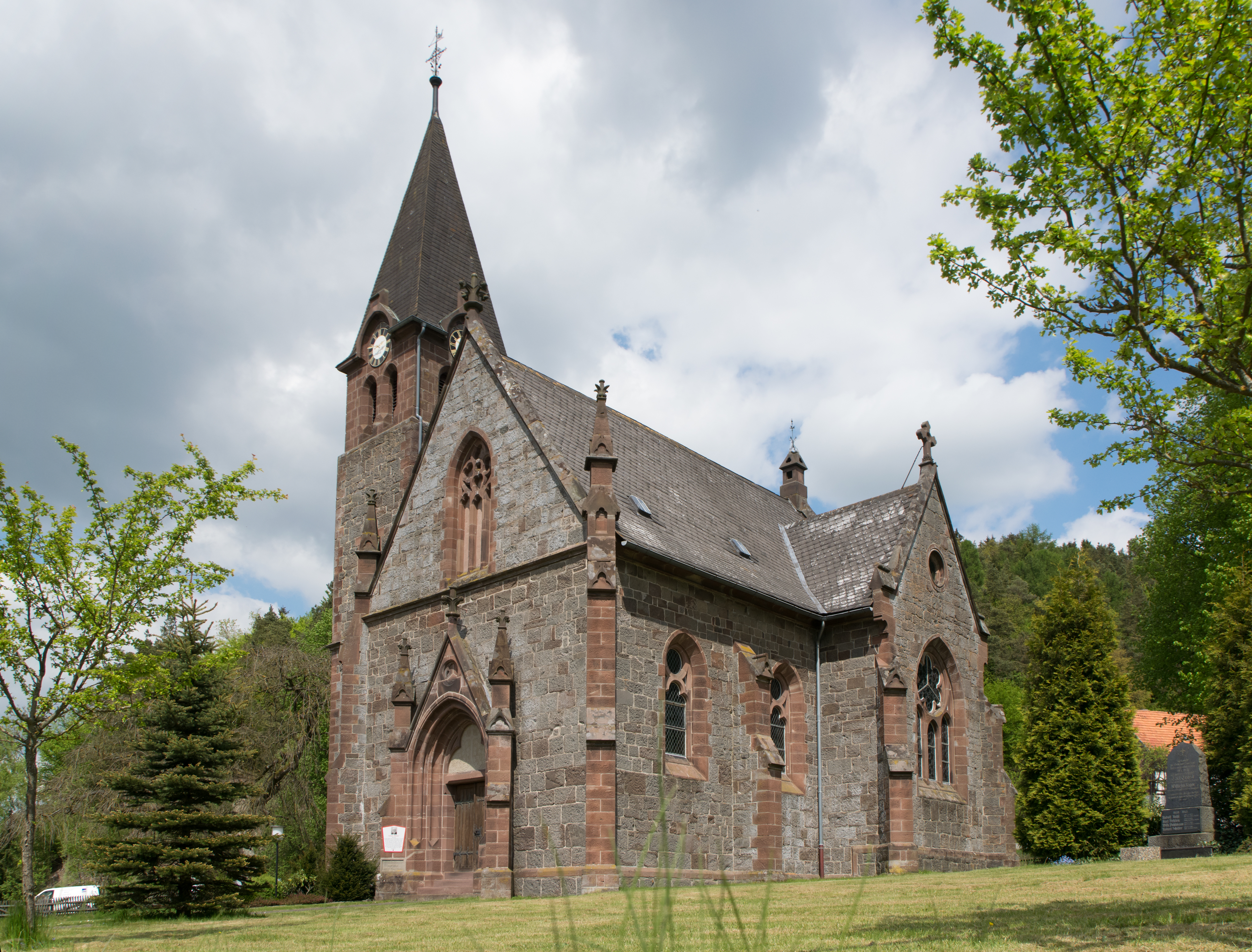
Louis-Peter-Kirche

1905 stiftete Louis Peter seinem Heimatort, anstelle seines Geburtshauses  eine Kirche. Diese ist im neugotischen Stil erbaut und wurde am 13. Juli 1905 im Beisein von Fürst Friedrich von Waldeck und Pyrmont und dem Landesbischof eingeweiht. 1497 wird in einer Urkunde eine Kapelle erwähnt, bis dahin hatte der Ort keine.
Die Grafschaft Waldeck führte ab 1526 in ihrem Gebiet die Reformation ein.
In Alleringhausen wurde die Reformation vermutlich unter dem Neerdarer Pfarrer Dithmar Westenuten ab 1535 eingeführt.
Alleringhausen gehörte ursprünglich zum Kirchspiel Neerdar. Ab 1950 war es dann eine Filialgemeinde von Eppe, ab 1994  gehörte es zum Kirchspiel Korbach-Rhena uns schließlich ab 2018 zum Kirchspiel Eimelrod-Rhena.
Im Jahr 1885 waren alle 107 Einwohnern evangelisch. Im Jahr 1961 wurden 126 evangelische  (94 %) und acht katholische (8 %) Christen gezählt.